# Dialogo per l'Ungheria
Dialogo per l'Ungheria (in ungherese: Párbeszéd Magyarországért - PM) è un partito politico ungherese ecologista di centro-sinistra, fondato nel 2013 da alcuni esponenti fuoriusciti da La Politica può essere Diversa.

## Storia
Nel febbraio 2013 alcuni deputati del partito La Politica può essere Diversa lasciarono il gruppo parlamentare in seno all'Assemblea nazionale e dettero vita al gruppo Piattaforma del Dialogo per l'Ungheria; successivamente, la formazione assunse il nome di Partito del Dialogo per l'Ungheria.
Il partito concorse alle elezioni parlamentari del 2014 all'interno della coalizione Unità, insieme a Partito Socialista Ungherese, Coalizione Democratica, Insieme - Partito per una Nuova Era e Partito Liberale Ungherese, ottenendo un deputato.
Alle successive elezioni europee del 2004, dette luogo a liste comuni con Insieme 2014: l'alleanza ottenne il 7,25% dei voti e un solo europarlamentare, appartenente al PM.
Nella primavera del 2018 il partito ha costituito un'alleanza con il Partito Socialista Ungherese. Alle elezioni locali del 2019 il leader del partito Gergely Karácsony è stato eletto sindaco di Budapest.

## Loghi

Logo iniziale
Logo successivo

## Risultati elettorali
| Elezione          | Voti                         | %                            | Seggi   | Schieramento |
| ----------------- | ---------------------------- | ---------------------------- | ------- | ------------ |
| Parlamentari 2014 | Con MSZP - DK - Együtt - MLP | Con MSZP - DK - Együtt - MLP | 1 / 199 | Opposizione  |
| Europee 2014      | 168.076                      | 7,25                         | 1 / 21  | -            |
| Parlamentari 2018 | 682.701                      | 11,91                        | 3 / 199 | Opposizione  |
| Europee 2019      | 229.551                      | 6,61                         | 0 / 21  | -            |
| Parlamentari 2022 | in Uniti per l'Ungheria      | in Uniti per l'Ungheria      | 7 / 199 | Opposizione  |
| 1. 2.             |                              |                              |         |              |